# Šumarica (gljiva)
Šumarica (lat. Agaricus silvaticus) je jestiva gljiva iz porodice pečurki (Agaricaceae). 

## Opis
- Klobuk šumarice je širok od 5 do 8 centimetara, najprije zvonolik, kasnije otvoren, crvenosmeđ, s tamnosmeđim ili crvenosmeđim vlaknastim čehama.
- Listići su najprije sivkasti, zatim crvenosmeđi, gusti, na pritisak pocrvene i konačno postanu tamnosmeđi, gotovo crni.
- Stručak je visok do 10 centimetara, blijed, malo nitastočehav, vrlo različite dužine i promjera, cilindričan, najprije pun, zatim šupalj, na dnu malo zakrivljen i odebljan, u gornjem dijelu crvenkast vjenčić i na rubu smeđasto nazubljen.
- Meso je dosta tanko, na prerezu jako pocrveni; miris nanapadan, okus neodređen.
- Spore su jajolike, smeđe boje, 4 - 6 x 3 – 4 μm.

## Kemijske reakcije
Listići se s 1-naftolom oboje crveno. 

## Stanište
Raste najčešće u crnogoričnim i miješanim šumama, uvijek na istom mjestu u velikim skupinama od lipnja do polovice rujna.

## Upotrebljivost
Šumarica je jestiva, dobra je za jelo pripremljena na razne načine.

## Sličnosti
Za vrijeme dugih kiša boja je jako promjenjiva, pa postane crvenocrnkasta. Postoji mogućnost zamjene s otrovnim muharama, međutim crvena boja mesa je dovoljan znak da nema pogreške. Isto tako se lako može zamijeniti otrovnom pečurkom (lat. Agaricus xanthoderma), od koje se također nepogrešivo razlikuje po mesu koje na prerezu postane crveno, dok kod otrovne pečurke, meso na osnovi stručka snažno požuti. Ostale opasnosti od zamjene s otrovnim i nejestivim gljivama ne bi smjelo biti. 

## Slike
|  |  |  |  |  |
|  |  |  |  |  |